# Прощальна симфонія
Симфонія № 45 (Прощальна симфонія) — симфонія Йозефа Гайдна, написана 1772 року.

## Історія написання
Сучасник Гайдна, італійський музикант Джакомо Феррарі так описує історію створення цієї симфонії:

| «Одного разу князь Естергазі був незадоволений музикантами свого оркестру й наказав Гайдну всіх їх розпустити, за винятком першого скрипаля й клавесиніста. Гайдн був змушений підкоритися, але був дуже засмучений тим, що позбавляв багатьох людей засобів до існування, а також тим, що сам втрачав досвідчених музикантів. Він вирішив скласти інструментальну фугу й запросив князя Естергазі послухати її виконання в неділю після Меси. Князь погодився. Після оркестрового розділу, який виконали разом всі оркестранти, як того вимагає форма фуги, талановитий маестро ввів свого роду коду з послідовністю пауз, розподілених таким чином, що один за іншим інструменти перестають грати. Фуга завершувалася одним звуком, що виконувався в унісон скрипкою й клавесином. Князеві Естергазі так сподобався цей жарт композитора, що він дозволив залишити всіх музикантів на службі»[2] |.
Склад оркестру: два гобої, фагот, дві валторни та струнні.
Однією з особливостей виконання цієї симфонії є те, що виконуватися вона може традиційно, при свічах, закріплених на пюпітрах музикантів; після традиційного за формою фіналу слідує додаткова повільна частина, під час виконання якої музиканти один за одним припиняють грати, гасять свічі і залишають сцену. В певний час сцену залишає і диригент. Симфонію дограють лише два музиканти, які після завершення своїх нотних партій йдуть слідом за іншими.

## Структура
- I. Allegro assai
- II. Adagio
- III. Menuet: Allegretto
- IV. Finale: Presto — Adagio

## Цікаві факти
- Фінальні такти симфонії (супроводжувані відходом музикантів зі сцени) процитовані в четвертій частині Першої симфонії Альфреда Шнітке.